# مرغ لیمویی
مرغ لیمویی نام چندین غذای موجود در غذاهای سراسر جهان است که شامل مرغ و لیمو می‌شود.
در غذاهای چینی کانادایی و بریتانیایی، معمولاً از تکه‌های گوشت مرغ تشکیل می‌شود که تفت داده شده یا سرخ شده و با سس غلیظ و شیرین با طعم لیمو پوشانده می‌شود. رستوران چینی هتل پاندا در تسوئن وان، هنگ کنگ، نسخه مرغ لیمویی خود را با تکه‌های مرغ آغشته به خمیرابه سرو می‌کرد، سپس در خلال بادام می‌پیچید و سرخ می‌شد و با سس لیمویی سرو می‌کرد.
نسخه ای از مرغ لیمویی که در استرالیا رایج است، شامل پوشاندن مرغ در خمیرابه، سرخ کردن آن و سپس پوشاندن مرغ با سس لیمو است.
مرغ لیمویی در ایتالیا (pollo al limone) و یونان (κοτόπουλο λεμονάτο) شامل یک ماهیتابه کامل مرغ است که با شراب سفید، آب لیمو، آویشن تازه و سبزیجات تفت داده شده‌است.
در آشپزی اسپانیایی، یک غذای مشابه، pollo al romero con limón y piñones همچنین شامل دانه کاج، رزماری و ژامبون است.
Poulet فرانسوی poulet au citron شامل خردل دیژون در سس است و همراه با سیب زمینی برشته است.